# Tommy Burns (piłkarz)
Tommy Burns (ur. 16 grudnia 1956 w Glasgow; zm. 15 maja 2008 w Glasgow na raka skóry) – szkocki piłkarz występujący na pozycji pomocnika oraz trener.

## Sukcesy piłkarskie
Celtic F.C.
- Mistrz Szkocji: 1976/77; 1978/79; 1980/81; 1981/82; 1985/86; 1987/88
- Puchar Szkocji: 1979/80; 1984/85; 1987/88
- Puchar Ligi Szkockiej: 1982/83

## Sukcesy trenerskie
Kilmarnock F.C.
- awans do I ligi: 1992/93

Celtic F.C.
- Puchar Szkocji: 1994/95
- finalista Pucharu Ligi Szkockiej: 1994/95